# Spilogona clarans
Spilogona clarans este o specie de muște din genul Spilogona, familia Muscidae. A fost descrisă pentru prima dată de Huckett în anul 1932.
Este endemică în Ontario. Conform Catalogue of Life specia Spilogona clarans nu are subspecii cunoscute.